# Raclitia indica
Raclitia indica is een van slang uit de familie waterdrogadders (Homalopsidae).

## Naam en indeling
De wetenschappelijke naam van de soort werd voor het eerst voorgesteld door John Edward Gray in 1842. Ook het geslacht Raclitia werd beschreven door Gray in 1842. De slang werd lange tijd tot het geslacht Enhydris gerekend, waardoor deze naam veel in de literatuur wordt gebruikt.

## Uiterlijke kenmerken
Raclitia indica bereikt een lichaamslengte tot ongeveer 50 centimeter, het lichaam is dik en bijna rond in doorsnede. De kop is duidelijk te onderscheiden van het lichaam door de aanwezigheid van een insnoering. De slang heeft 19 rijen schubben in de lengte op het midden van het lichaam en 152 schubben aan de buikzijde. Onder de staart zijn 33 gepaarde staartschubben aanwezig. De anale schub is eveneens gepaard.

## Levenswijze
Het dier is waterminnend en 's nachts actief, overdag wordt gerust. Op het menu staan vissen. De vrouwtjes zetten geen eieren af maar zijn eierlevendbarend; de jongen komen levend ter wereld.

## Verspreiding en habitat
De soort komt voor in Azië en leeft endemisch in Maleisië. De habitat bestaat uit bossen en draslanden, meren, rivieren en andere waterstromen.

## Beschermingsstatus
Door de internationale natuurbeschermingsorganisatie IUCN is de beschermingsstatus 'onzeker' toegewezen (Data Deficient of DD).